# Gayton, Northamptonshire
Gayton är en ort och civil parish i Storbritannien. Den ligger i grevskapet Northamptonshire i riksdelen England, i den södra delen av landet, 90 km nordväst om huvudstaden London. Gayton ligger 138 meter över havet och antalet invånare är 532.
Terrängen runt Gayton är huvudsakligen platt. Gayton ligger uppe på en höjd. Runt Gayton är det ganska tätbefolkat, med 129 invånare per kvadratkilometer. Närmaste större samhälle är Northampton, 10,9 km nordost om Gayton. Trakten runt Gayton består till största delen av jordbruksmark.